# Ponte de Hisingen
A Ponte de Hisingen (em sueco: Hisingsbron) é uma ponte de elevação vertical, destinada ao tráfego rodoviário e de elétricos (br: bondes), atravessando o rio Göta älv, e ligando a parte central da cidade de Gotemburgo à ilha de Hisingen.

A nova ponte substituiu a antiga ponte do Göta älv, estando localizada quase no mesmo sítio. Foi construída entre 2017 e 2021, tendo sido aberta ao tráfego em 9 de maio e inaugurada oficialmente em 5 de setembro de 2021, em cerimónia presidida pelo rei da Suécia.